# Рабочая станция
Рабо́чая ста́нция (англ. Workstation, иногда встречается термин: графическая станция) — комплекс аппаратных и программных средств, предназначенных для решения определённого круга задач.

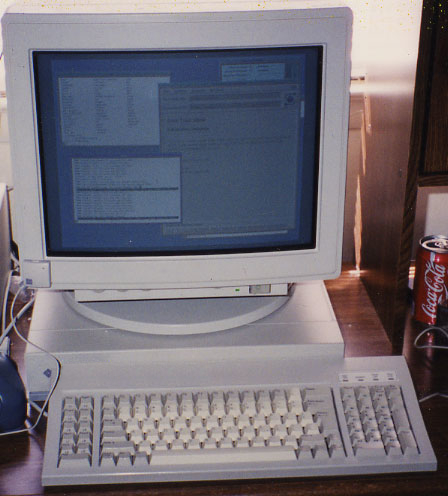
Sun SPARCstation 1+ c 25 МГц RISC-процессором SPARC, начало 1990-х годов.

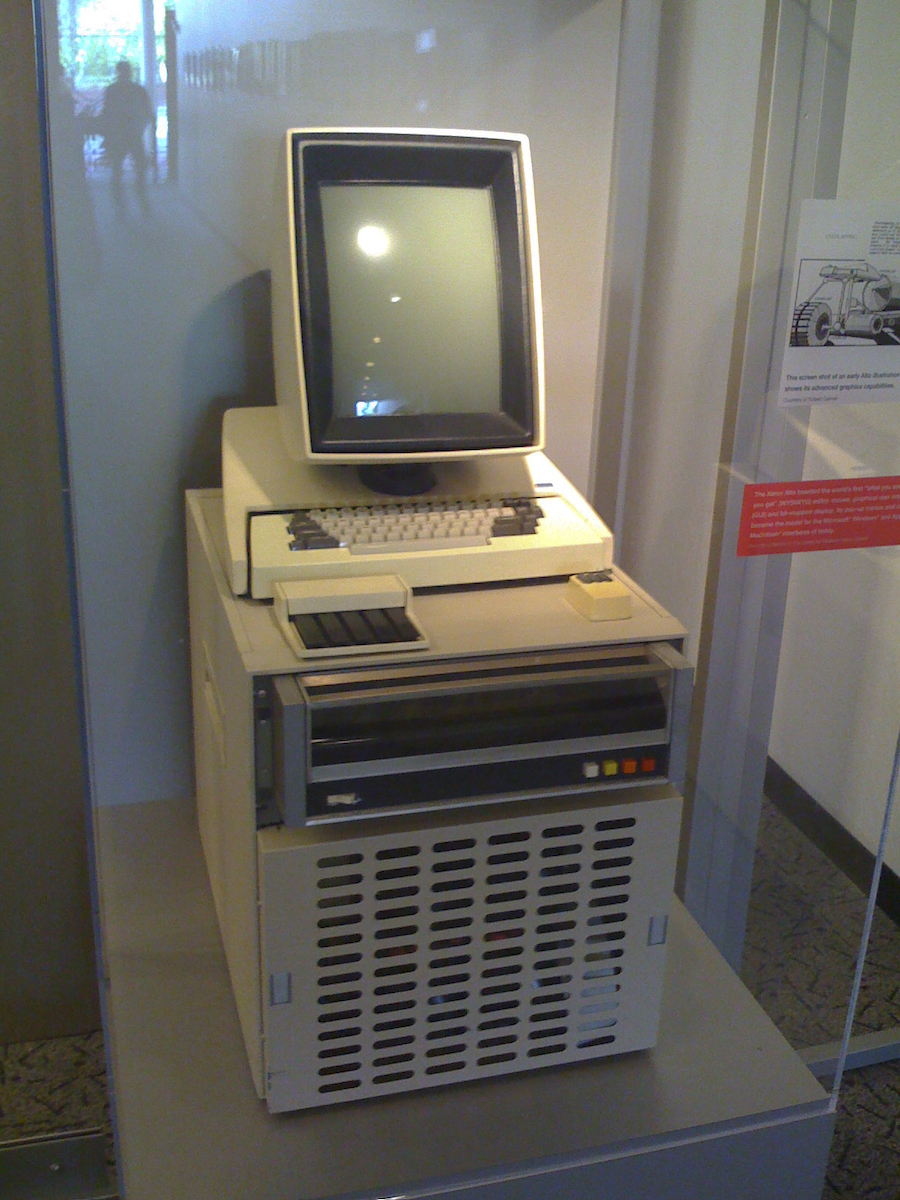
Xerox Alto стал в 1973 году первым компьютером, который использовал графический интерфейс пользователя с манипулятором типа «мышь» и сеть Ethernet.

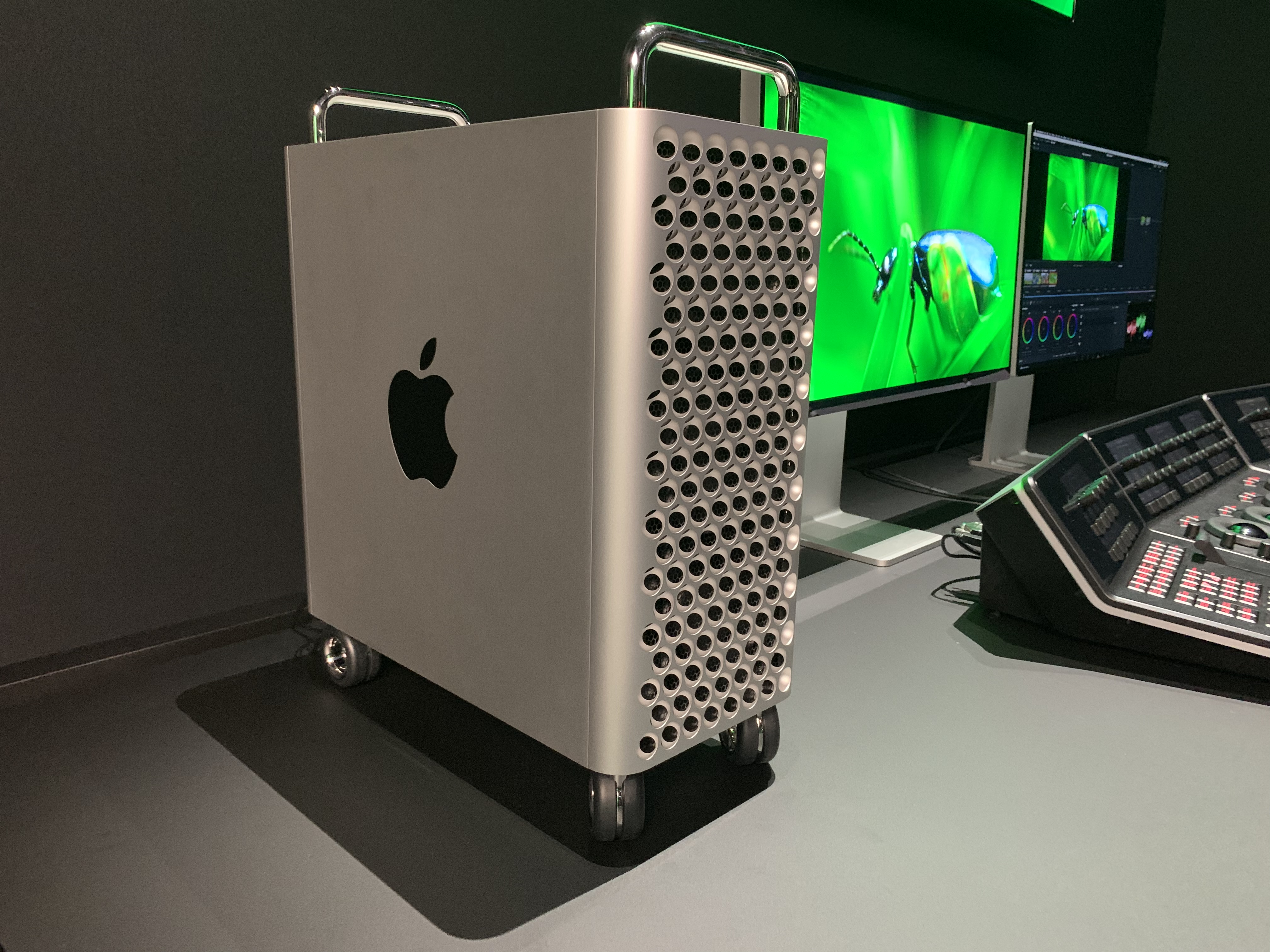
Apple Mac Pro 2019 года (3-го поколения) с многоядерным процессором Intel Xeon W (содержащим от 8‑ми до 28‑ми ядер) и с GPU AMD Radeon Pro.

- Рабочая станция как место работы специалиста представляет собой полноценный компьютер или компьютерный терминал, набор необходимого ПО, по необходимости дополняемые вспомогательным оборудованием: печатающее устройство, внешнее устройство хранения данных на магнитных и/или оптических носителях, сканер штрих-кода и прочим[1].
В советской литературе также использовался термин Автоматизированное рабочее место (АРМ), но в более узком смысле, чем «рабочая станция»[1].
- Также термином «рабочая станция» обозначают стационарный компьютер в составе локальной вычислительной сети (ЛВС) по отношению к серверу. В локальных сетях компьютеры подразделяются на рабочие станции и серверы. На рабочих станциях пользователи решают прикладные задачи (работают в базах данных, создают документы, делают расчёты, играют в компьютерные игры). Сервер обслуживает сеть и предоставляет собственные ресурсы всем узлам сети, в том числе и рабочим станциям.

## Основные сферы применения
- Инженерная деятельность:
  - Системы автоматизированного проектирования (САПР);
    - Машиностроительные САПР механических устройств;
    - Автоматизация проектирования электроники — САПР электроники, печатных плат и микросхем;
    - Автоматизированное архитектурное проектирование[англ.] для архитектуры и строительства;
- Издательские системы[2];
- Работа с графикой: рендеринг, 3D-моделирование, мультипликация;
- Профессиональная обработка видеоматериалов;
- Обеспечение работы звукозаписывающих студий;
- Научно-техническая деятельность[3];
- Машинное обучение сложных моделей искусственного интеллекта[4].

## Признаки конфигураций
Существуют достаточно устойчивые признаки конфигураций рабочих станций, предназначенных для решения определённого круга задач, что позволяет подразделить их на отдельные профессиональные подклассы:
- Мультимедиа и, в частности, компьютерная графика и обработка изображений, видео, звука, разработка компьютерных игр.
- Различные инженерные, архитектурные (в том числе градостроительные) и иные САПР, ГИС, полевая работа и геодезия и так далее.
- Научные и инженерно-технические вычисления.
- Профессиональный биржевой интернет-трейдинг.

Каждый такой подкласс может иметь присущие ему особенности и уникальные компоненты (в скобках даны примеры областей использования): большой размер видеомонитора (главного видеомонитора) и/или несколько мониторов (САПР, ГИС, биржа), быстродействующий видеоадаптер (кинематограф, мультипликация, компьютерные игры), большой объём накопителей данных (фотограмметрия, мультипликация), наличие профессионального сканера (фотография), защищённое исполнение (военное применение, эксплуатация в полевых условиях) и прочее.

## Список основных компаний производителей рабочих станций
Список выстроен примерно по времени появления первой линейки рабочих станций у соответствующей компании.
| Компания производитель              | Наименование продуктовой линейки            | Архитектура центрального процессора             | Операционная система                                | Годы выпуска |
| ----------------------------------- | ------------------------------------------- | ----------------------------------------------- | --------------------------------------------------- | ------------ |
| Xerox                               | Xerox Alto (Alto I, Alto II)                | Микросхемы серии 7400                           | Alto Executive                                      | 1973—1981    |
| Xerox                               | Xerox Star                                  | AMD Am2900                                      | Pilot + Star                                        | 1981—1985    |
| Xerox                               | Xerox Daybreak                              | Mesa processor + Intel 80186                    | ViewPoint                                           | 1985—1989    |
| Apollo Computer                     | Apollo/Domain                               | Motorola 68k; Apollo PRISM                      | Aegis, Domain/OS                                    | 1980—1989    |
| Sun Microsystems                    | Sun-1, Sun-2, Sun-3                         | Motorola 68k                                    | SunOS + ViewPoint                                   | 1982—1989    |
| Sun Microsystems                    | SPARCstation                                | SPARC                                           | Solaris                                             | 1989—1995    |
| Sun Microsystems                    | Sun Ultra                                   | UltraSPARC                                      | Solaris                                             | 1995—2001    |
| Silicon Graphics                    | SGI IRIS                                    | Motorola 68k, MIPS                              | IRIX                                                | 1983—1991    |
| Silicon Graphics                    | SGI Indigo, SGI Indigo2                     | MIPS                                            | IRIX                                                | 1991—1997    |
| Silicon Graphics                    | SGI Indy                                    | MIPS                                            | IRIX                                                | 1993—1997    |
| Silicon Graphics                    | SGI O2                                      | MIPS                                            | IRIX                                                | 1996—2002    |
| Silicon Graphics                    | SGI Octane, SGI Octane2                     | MIPS                                            | IRIX                                                | 1997—2004    |
| Silicon Graphics                    | SGI Tezro                                   | MIPS                                            | IRIX                                                | 2003—2006    |
| Silicon Graphics                    | SGI Prism                                   | IA-64 (Intel Itanium 2)                         | Linux                                               | 2005—2009    |
| Apple                               | Apple Lisa                                  | Motorola 68k                                    | Lisa OS, Xenix                                      | 1983—1986    |
| Apple                               | Macintosh (старшие настольные модели)       | Motorola 68k                                    | Mac OS (System 2 — System 6), A/UX                  | 1985—1991    |
| Apple                               | Macintosh Quadra                            | Motorola 68040                                  | Mac OS (System 7), A/UX                             | 1991—1994    |
| Apple                               | Power Macintosh (старшие настольные модели) | PowerPC                                         | Mac OS (Mac OS 8, Mac OS 9), macOS (Mac OS X), A/UX | 1994—2006    |
| Apple                               | Mac Pro                                     | PowerPC; x86-64 (Intel Xeon)                    | macOS (Mac OS X)                                    | 2006—н.в.    |
| Apple                               | Mac Studio                                  | ARM (Apple silicon)                             | macOS                                               | 2022—н.в.    |
| Hewlett-Packard                     | HP 9000                                     | Motorola 68k; PA-RISC; IA-64 (Intel Itanium)    | HP-UX                                               | 1984—2008    |
| Hewlett-Packard                     | AlphaStation                                | DEC Alpha                                       | Tru64 UNIX, MS Windows NT, OpenVMS                  | 2002—2007    |
| Hewlett-Packard                     | HP Z                                        | x86-64 (Intel Xeon, Core)                       | MS Windows NT, Linux                                | 2009—н.в.    |
| IBM                                 | IBM PC/RT                                   | ROMP                                            | AIX, AOS, Pick OS                                   | 1986—1991    |
| IBM                                 | IBM RS/6000                                 | POWER; PowerPC                                  | AIX                                                 | 2000—2008    |
| IBM                                 | IBM Power Systems                           | POWER                                           | AIX, Linux                                          | 2008—2021    |
| IBM                                 | IBM IntelliStation                          | POWER; PowerPC; x86 (Intel Xeon)                | AIX, Linux                                          | 1997—2009    |
| Acorn Computers                     | Acorn Cambridge Workstation                 | NS32000 + MOS 6502                              | Xenix, Panos                                        | 1985—1988    |
| Acorn Computers                     | Acorn R-series workstations                 | ARM                                             | RISC iX, RISC OS                                    | 1988—1995    |
| Data General                        | AViiON                                      | Motorola 88000; PowerPC; x86                    | DG/UX, MS Windows NT                                | 1988—2001    |
| Digital Equipment Corporation (DEC) | DECstation                                  | MIPS; x86                                       | Ultrix, OSF/1, MS Windows NT                        | 1989—1992    |
| Digital Equipment Corporation (DEC) | DEC 3000 AXP                                | DEC Alpha                                       | Digital UNIX, MS Windows NT, OpenVMS                | 1992—1995    |
| Digital Equipment Corporation (DEC) | AlphaStation                                | DEC Alpha                                       | Digital UNIX, MS Windows NT, OpenVMS                | 1994—1998    |
| Digital Equipment Corporation (DEC) | Digital Personal Workstation                | DEC Alpha; x86 (Intel Pentium Pro / Pentium II) | Digital UNIX, MS Windows NT, OpenVMS                | 1996—1998    |
| MIPS Computer Systems               | MIPS Magnum                                 | MIPS                                            | MIPS RISC/os, MS Windows NT                         | 1990—1993    |
| NeXT                                | NeXTcube                                    | Motorola 68k                                    | NeXTSTEP                                            | 1990—1993    |
| NeXT                                | NeXTstation                                 | Motorola 68k                                    | NeXTSTEP                                            | 1990—1993    |
| Be Incorporated                     | BeBox                                       | PowerPC                                         | BeOS                                                | 1995—1997    |
| Compaq                              | AlphaStation                                | DEC Alpha                                       | Tru64 UNIX, MS Windows NT, OpenVMS                  | 1998—2002    |
| Dell                                | Dell Precision                              | x86-64 (Intel Pentium Pro, Core, Xeon)          | MS Windows NT, Linux                                | 1997—н.в.    |
| Lenovo                              | ThinkStation                                | x86-64 (Intel Core, AMD Ryzen)                  | MS Windows NT, Linux                                | 2008—н.в.    |
| Nvidia                              | Nvidia DGX Station A100                     | x86-64 (AMD Ryzen)                              | Linux                                               | 2020—н.в.    |